# Saron-sur-Aube

Saron-sur-Aube este o comună în departamentul Marne, Franța. În 2009 avea o populație de 293 de locuitori.